# Gregor Eisvogel

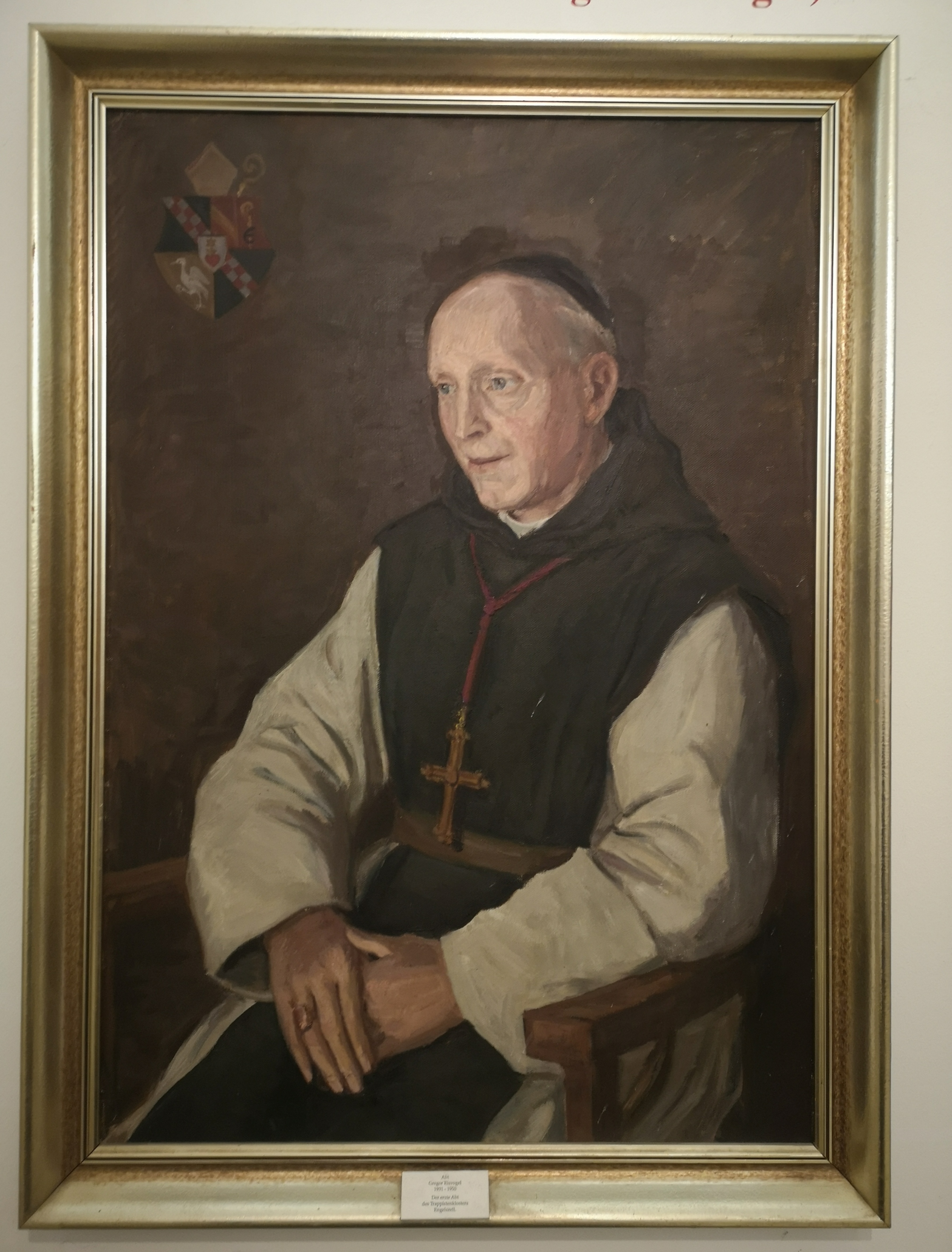
Abt DDr. Gregorius Eisvogel OCR

Gregor Eisvogel OCR (* als Paul Eisvogel 18. Mai 1873 in Schaffhausen; † 19. November 1950 in Engelhartszell) war ein deutscher römisch-katholischer Ordensgeistlicher und von 1931 bis 1950 erster Trappistenabt des Stiftes Engelszell.

## Leben
Eisvogel trat im Jahr 1900 in die Abtei Oelenberg ein, welche dem Zisterzienserorden strengerer Observanz (Trappisten) angehört. Am 29. Juni 1902 legte er die Feierliche Profeß ab. An der Päpstlichen Universität Gregoriana in Rom wurde er zum Dr. phil. und Dr. theol. promoviert. Am 25. Juli 1906 empfing er in Rom die Priesterweihe. Danach war er bis zur Zerstörung der Abtei im Ersten Weltkrieg Theologiedozent und Wirtschaftsverwalter in Oelenberg. Nach der 1915 erfolgten militärischen Zerstörung der Oelenberger Abteigebäude folgte er seinem Abt Petrus Wacker als dessen Sekretär ins Exil nach Freiburg i. Br. Nach Kriegsende ging er mit den aus Ölenberg vertriebenen deutschen Mönchen zunächst in das Kloster Banz. 1925 übernahm er die unter Kaiser Joseph II. säkularisierte Zisterzienserabtei Engelszell in Oberösterreich und wurde am 3. Dezember 1931 dort zum Abt gewählt. Am 13. Dezember 1931 empfing er in der Stiftskirche Wilhering vom Linzer Bischof Johannes Maria Gföllner die Abtsbenediktion. Er war der 35. Prälat seit der Gründung des Stiftes im Jahr 1293. Nach der Aufhebung des Stiftes durch die Behörden 1939 wurde er von der Gestapo verhaftet und nach seiner Freilassung „gauverwiesen“. Nach Kriegsende 1945 kehrte er mit einem Drittel der ehemaligen Mönchsgemeinschaft zurück und nahm das klösterliche Leben wieder auf. Neben seiner Tätigkeit als Abt war er auch noch Kommissär der Redemptoristinnen von St. Anna in Ried im Innkreis. Er leitete die Mönchsgemeinschaft bis zu seinem Tod 1950. Er wurde in der Äbtegruft des Stiftes Engelszell bestattet. Beim Engelszeller Trappistenbier ist die Sorte Gregorius nach ihm benannt.

## Wappen und Wahlspruch
Das Wappen von Gregor Eisvogel zeigt einen Kranich mit einem Stein im Fang und ein Flammenherz, darunter der Wahlspruch: Volo victima fieri pro fratribus (Ich will ein Opfer werden für meine Brüder).

## Ehrungen
- Bischöflicher Konsistorialrat
- Ehrenbruder des Ordens der Barmherzigen Brüder vom hl. Johannes von Gott